# Elizabeth Yianni-Georgiou
Elizabeth Yianni-Georgiou é uma maquiadora britânica. Como reconhecimento, foi nomeado ao Oscar 2015 na categoria de Melhor Maquiagem e Penteados por Guardians of the Galaxy.